# Live at Gibson Amphitheatre
Live at Gibson Amphitheatre — перший концертний альбом американської поп-співачки Гіларі Дафф. У США вийшов 23 листопада 2009 і тільки в магазинах iTunes Store. В альбом входять записи пісень з концерту в лос-анджелівському Амфітеатрі Гібсона під час турне Dignity World Tour.

## Список композицій
1. «Play With Fire» — 4:46
2. «Danger» — 4:11
3. «Come Clean» — 4:05
4. «The Getaway» — 4:08
5. «Dignity» — 3:27
6. «Gypsy Woman» — 4:19
7. «Someone's Watching over Me» — 5:55
8. «Beat of My Heart» — 2:09
9. «Why Not» — 1:25
10. «So Yesterday» (Island Remix) — 2:33
11. «With Love» — 4:06
12. «Wake Up» — 3:34
13. «I Wish» — 3:34
14. «Outside of You» — 6:37
15. «Fly» — 3:45
16. «Happy» — 3:38
17. «Dreamer» — 3:13
18. «Backup Intros and Band Jam» — 3:06
19. «Reach Out» — 4:32
20. «Stranger» — 5:42

## Історія релізів
| Регіон | Дата              | Лейбл     | Формат               |
| ------ | ----------------- | --------- | -------------------- |
| США    | 23 листопада 2009 | Hollywood | Цифрове завантаження |